# 1,2-Diclorobenzè
L'1,2-diclorobenzè, o o-diclorobenzè (ODCB), és un clorur d'aril i un isòmer del diclorobenzè amb la fórmula C6H4Cl2. És un derivat del benzè, que consta de dos àtoms de clor adjacents. Aquest líquid incolor és poc soluble en aigua, però és miscible amb la majoria dels dissolvents orgànics. S'utilitza principalment com a producte químic precursor en la síntesi de productes agroquímics, com a dissolvent preferit per dissoldre i treballar amb ful·lerens, com a insecticida i per estovar i eliminar la contaminació a base de carboni en superfícies metàl·liques.

## Propietats
L'1,2-diclorobenzè és un compost orgànic que es presenta en estat líquid, d'incolor a color groc i d'olor característica. Té per fórmula C6H4Cl2 i una massa molar de 147 g/mol. El seu punt d'ebullició és a 180 °C, el punt de fusió –17 °C, el punt d'inflamació 66 °C i la temperatura d'ignició de 648 °C. És més dens que l'aigua (1,3059 g/mL a 20 °C - 4 °C) i poc soluble en aigua (solubilitat de 156 mg/L a 25 °C). La tensió superficial és de 36,61 dyn/cm, el seu potencial d'ionització és de 9,06 eV, la seva constant de Henry és de 0,0015 atm·m3/mol a 20 °C. Quan s'escalfa fins a la descomposició, emet fums tòxics com a hidrogen i clorur.
A més, l'olor de l'1,2-diclorobenzè és detectable per una persona mitjana a 50 ppm en l'aire. L'olor es torna forta i la irritació es nota en concret al voltant de 100 ppm. Té propietats d'advertiment justes a aquest nivell, però s'ha de reconèixer la possibilitat d'adaptació. Amb llindar d'olor baix de 12,0 mg/m3, alt de 300,0 mg/m3 i concentració irritant de 150,0 mg/m3.

## Producció i usos
S'utilitza per a fer altres productes químics, dissolvents, fumigants i insecticides i per a molts altres usos.
L'1,2-diclorobenzè s'obté com a producte secundari de la producció de clorobenzè: 
{\displaystyle {\ce {C6H5Cl + Cl2 -> C6H4Cl2 + HCl}}}
La reacció també produeix l'isòmer 1,4-diclorobenzè i petites quantitats de l'isòmer 1,3-diclorobenzè. L'1,4-diclorobenzè es prefereix sobre l'1,2-diclorobenzè a causa de l'obstacle estèric. L'1,3-diclorobenzè és poc comú perquè és un meta-compost, mentre que el clor, com tots els halògens, és un orto/para director en termes de substitució electròfila aromàtica.

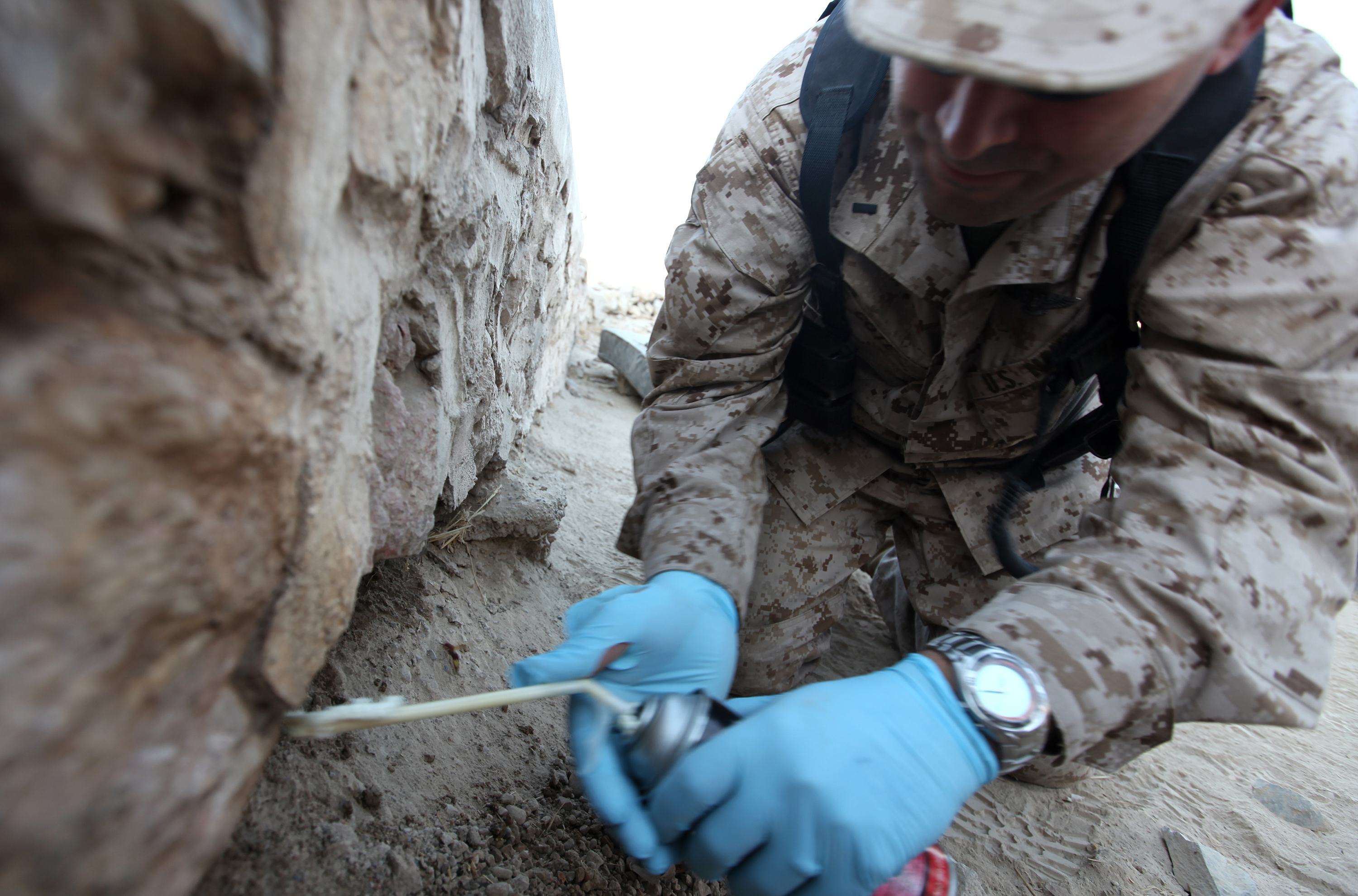
Insecticida para tèrmits.

S'utilitza principalment com a precursor de l'1,2-dicloro-4-nitrobenzè, un intermediari en la síntesi d'agroquímics. En termes d'aplicacions de nínxol, l'1,2-diclorobenzè és un dissolvent versàtil i d'alta ebullició. És un dissolvent preferit per dissoldre i treballar amb ful·lerens. És un insecticida per a tèrmits i barrinadors de llagostes, utilitzat històricament pel Servei Forestal dels Estats Units per combatre brots generalitzats d'escarabats d'escorça.
L'1,2-diclorobenzè també s'utilitza per suavitzar i eliminar la contaminació basada en carboni en superfícies metàl·liques.

## Toxicitat
S'ha demostrat que l'1,2-diclorobenzè causa irritació ocular i respiratòria en humans a nivells d'exposició superiors a 100 ppm. S'ha observat irritació de la pell després de l'aplicació dèrmica en humans i animals. L'1,2-diclorobenzè s'absorbeix per via oral. L'absorció a través de les vies dèrmiques o d'inhalació està poc caracteritzada. Les dades toxicològiques disponibles indiquen que els perfils metabòlics i els efectes de l'exposició a 1,2-diclorobenzè són similars en rates, ratolins i humans. Estudis en animals amb rates i ratolins han demostrat que l'1,2-diclorobenzè indueix efectes hepatotòxics aguts. La LD50 per a una sola exposició oral a 1,2-diclorobenzè per a la rata oscil·la entre 1516 i 2138 mg/kg bw.
Es va trobar que l'1,2-DCB s'uneix covalentment a l'ADN, l'ARN i les proteïnes del fetge, el ronyó, el pulmó i l'estómac.
La substància és tòxica per als organismes aquàtics. Pot produir-se una bioacumulació d'aquesta substància en peixos. S'aconsella fermament impedir que el producte químic s'incorpori a l'ambient.